# Battaglia dell'Isola di Wake
La battaglia dell'Isola di Wake venne combattuta tra l'8 e il 23 dicembre 1941, nell'ambito del teatro del Pacifico della seconda guerra mondiale: in base ai piani approntati precedentemente per la conquista dei possedimenti coloniali europei nell'area dell'oceano Pacifico, le forze giapponesi iniziarono l'assedio della piccola isola di Wake, possedimento statunitense posto a metà strada tra le Hawaii e le Filippine, contemporaneamente agli eventi dell'attacco di Pearl Harbor. Dopo aver sottoposto l'isola ad attacchi aerei, i giapponesi tentarono uno sbarco la mattina dell'11 dicembre, ma furono respinti con gravi perdite dalla resistenza della piccola guarnigione di marine statunitensi ivi dispiegata.
Sottoposta a quotidiani bombardamenti aerei e isolata dal blocco navale giapponese, Wake subì un secondo assalto la notte del 23 dicembre 1941: una massiccia forza da sbarco nipponica, appoggiata da portaerei e incrociatori, riuscì a stabilire una testa di ponte sulle spiagge dell'isola, portando infine alla resa la sparuta guarnigione statunitense. L'isola rimase sotto il controllo giapponese fino al termine delle ostilità, tornando in mani statunitensi solo il 4 settembre 1945.

## Antefatti

### L'isola
Scoperta il 20 ottobre 1568 dall'esploratore spagnolo Álvaro de Mendaña de Neira e poi ufficialmente mappata nel 1796 dal navigatore britannico William Wake (da cui il nome), l'isola di Wake venne dettagliatamente esplorata il 20 dicembre 1840 dalla "United States Exploring Expedition" del commodoro Charles Wilkes: l'isola, in realtà un atollo composto da tre isolette separate (Wake propriamente detta, Wilkes e Peale) disposte a forma di V intorno a una laguna comune, fu poi formalmente annessa dagli Stati Uniti il 17 gennaio 1899 dopo un'apposita spedizione della cannoniera USS Bennington, ordinata dal presidente William McKinley per prevenire mire dei tedeschi (già possessori delle isole Marshall) su di essa.
Situata a circa 3 700 chilometri a ovest di Honolulu e a 2 430 chilometri a est di Guam, Wake divenne un punto di transito lungo la rotta tra gli Stati Uniti e le Filippine, all'epoca un possedimento statunitense: nel maggio del 1935 la compagnia aerea Pan American Airways stabilì su Wake una base d'appoggio per gli idrovolanti di linea impegnati sulla rotta San Francisco - Manila, costruendo sull'isolotto di Peale un piccolo insediamento ("PAAville") dotato di un albergo e di colture idroponiche di verdure e frutta fresca.
Dopo il passaggio di Wake nel 1934 sotto la diretta amministrazione dello United States Department of the Navy, vennero avanzati i primi progetti circa la costruzione di una base militare sull'atollo: nel 1938 il comandante in capo della flotta statunitense, l'ammiraglio Arthur Japy Hepburn, consegnò lo "Hepburn Board Report", un dettagliato rapporto sullo stato delle difese navali degli Stati Uniti che raccomandava un programma di sviluppo dell'isola come base aerea avanzata nel Pacifico, dal costo di sette milioni e mezzo di dollari e della durata di tre anni; il 9 gennaio 1941 un primo contingente di ottanta genieri della marina sbarcò a Wake per dare avvio ai lavori di costruzione di un primo insediamento militare, poi raggiunto da circa 1 200 lavoratori civili della "Morrison-Knudsen Company" sotto contratto della marina.

### Preparativi statunitensi

Carta dell'isola di Wake

I lavori di costruzione di installazioni militari a Wake procedettero inizialmente a rilento, tanto che il 18 aprile 1941 l'ammiraglio Husband E. Kimmel, comandante della United States Pacific Fleet, chiese con insistenza che ai lavori venisse data un'alta priorità e che un'unità di difesa dei marine fosse al più presto stanziata sull'isola, vista la sua vicinanza ai possedimenti giapponesi delle Marshall, delle Bonin e delle Marianne. Il 19 agosto 1941 un primo contingente di 173 marine distaccati dal 1st Marine defense battalion venne sbarcato a Wake, incrementato poi con successivi invii fino a un totale di 15 ufficiali e 373 sottufficiali e soldati ai primi di novembre; inizialmente guidato dal maggiore Lewis A. Hohn, il contingente dei marine a Wake passò poi sotto il comando del maggiore James Devereux il 15 ottobre 1941. Unitamente alle truppe fu dispiegato su Wake anche un certo quantitativo di armi pesanti: sei cannoni calibro 127 mm antinave (recuperati da una vecchia nave da battaglia demolita), dodici cannoni contraerei da 76 mm, diciotto mitragliatrici Browning M2 da 12,7 mm e trenta più vecchie mitragliatrici Browning M1917 da 7,62 mm (molte delle quali in pessime condizioni); il numero delle armi pesanti era anche eccessivo per la non numerosa guarnigione dei marine, tanto che solo sei dei dodici cannoni contraerei erano dotati di una squadra completa di artiglieri: l'operatività di tali armi era inoltre limitata dall'assenza di apparecchiature radar e dalla disponibilità di un'unica centrale di tiro funzionante, mentre la batteria di proiettori da ricerca non era dotata di aerofoni e doveva essere manovrata a mano. I pezzi d'artiglieria erano dispiegati sui tre vertici della V formata dall'atollo: Toki Point su Peale, Kuku Point su Wilkes e Peacock Point su Wake.

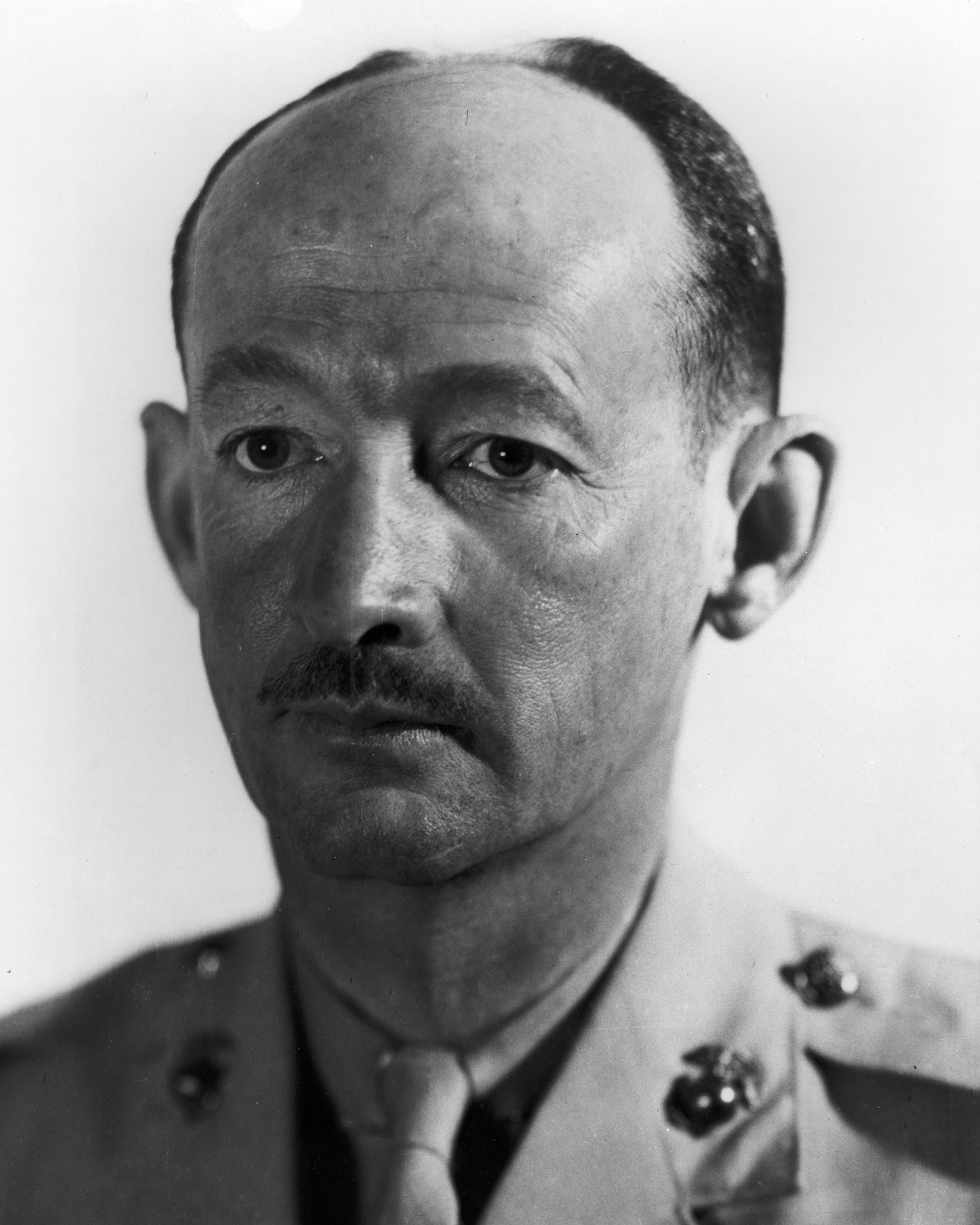
James Devereux, comandante del distaccamento dei marine di Wake

Tra ottobre e novembre il campo d'aviazione, dotato di una pista lunga 1 500 metri situata nella parte interna di Wake, venne considerato sufficientemente operativo tanto da essere utilizzato come scalo intermedio per i bombardieri Boeing B-17 Flying Fortress delle United States Army Air Forces diretti dagli Stati Uniti nelle Filippine, ma il resto della base aerea era dotato ancora di strutture abbastanza primitive. Sull'isola di Wake erano dislocati la caserma dei marine, i magazzini e le principali strutture della base navale, Peale ospitava una rampa e zone di parcheggio per idrovolanti oltre a un ospedale, mentre su Wilkes erano collocati solo alcuni depositi di carburante; un canale dragato nel braccio di mare che separava Wilkes da Wake consentiva l'accesso all'interno della laguna. Il 28 novembre 1941 la nave appoggio idrovolanti USS Wright portò a Wake il capitano di fregata Winfield Cunningham, nuovo comandante in capo della base navale, oltre a un distaccamento di personale di terra dell'aviazione dei marine in attesa dell'imminente arrivo sull'isola di una sezione aeronautica: il 4 dicembre seguente, decollando dalla portaerei USS Enterprise, dodici nuovi caccia Grumman F4F Wildcat dello squadrone VMF-211 dei marine, al comando del maggiore Paul A. Putnam, si trasferirono nel piccolo aeroporto di Wake.
Al 6 dicembre 1941 il capitano Cunningham comandava un totale di 38 ufficiali e 485 sottufficiali e soldati: i 388 marine della guarnigione, 12 ufficiali e 49 uomini del personale della VMF-211, 10 ufficiali e 58 uomini del personale della base navale (praticamente tutti disarmati e privi di equipaggiamento campale), un ufficiale e quattro uomini di un distaccamento di trasmissioni dell'aviazione dell'esercito e un marinaio del sommergibile USS Triton sbarcato giorni prima per ricevere cure mediche; vi erano poi anche 1 221 civili tra lavoratori a contratto e personale della Pan American Airways, di cui il maggiore Devereux aveva inutilmente chiesto l'evacuazione fin da novembre, visto il peggiorare della situazione diplomatica con il Giappone. Lo stato dei rifornimenti era buono, con i marine dotati di razioni per almeno 90 giorni e il personale civile di viveri per sei mesi, mentre le scorte di munizioni erano sufficienti per una difesa di breve periodo; non vi erano sorgenti di acqua dolce sull'isola, ma era disponibile un buon numero di impianti di evaporazione.

## La battaglia

### Gli attacchi aerei iniziali

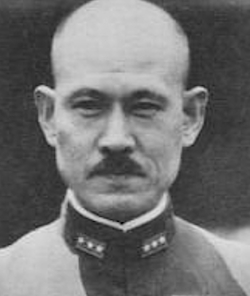
L'ammiraglio Shigeyoshi Inoue, comandante in capo delle forze giapponesi a Wake

Domenica 7 dicembre 1941 una squadra di portaerei giapponesi lanciò un massiccio attacco aereo contro la base navale di Pearl Harbor, nelle Hawaii, provocando sensibili perdite alla flotta statunitense e dando avvio alle operazioni sul fronte del Pacifico. Agendo sulla base di piani militari preparati da tempo, le forze giapponesi iniziarono contemporaneamente all'attacco di Pearl Harbor una serie di operazioni contro i possedimenti statunitensi, britannici e olandesi nel sud-est asiatico e nel Pacifico centrale, ivi compresa la stessa Wake: l'occupazione dell'atollo con una spedizione anfibia era stata contemplata fin dal 1938, anche se solo nel novembre del 1941 furono formulati alcuni abbozzi di piani in tal senso; l'azione contro Wake sarebbe spettata alla 4ª Flotta giapponese (Dai-yon Kantai) dell'ammiraglio Shigeyoshi Inoue, responsabile anche delle operazioni nella zona delle Marshall e delle Marianne.
Il giorno dell'attacco di Pearl Harbor a Wake era, per effetto della linea internazionale del cambio di data, la mattina del lunedì 8 dicembre 1941: le prime notizie sulla situazione a Pearl Harbor arrivarono verso le 06:50, quando il distaccamento di comunicazioni dell'aviazione dell'esercito, guidato dal capitano Henry S. Wilson, ricevette una trasmissione radio dall'aeroporto di Hickam Field a Oahu che annunciava l'inizio dell'attacco; Wilson lo riferì subito a Devereux, che diede immediatamente l'allarme. L'idrovolante di linea Martin M-130 della Pan American (Philippine Clipper), partito come di consueto quella mattina da Wake diretto a Guam, fu immediatamente richiamato indietro e fatto ammarare nella laguna; l'operatività del distaccamento aereo di Wake, giunto sull'isola appena quattro giorni prima, era ancora limitata e solo quattro caccia Wildcat furono fatti decollare per avvistare eventuali formazioni giapponesi in arrivo.
Intorno alle 11:50 il tenente Lewis, al comando della Batteria E dislocata a Peacock Point, avvistò una formazione di aerei non identificati in arrivo da sud: si trattava di trentasei bombardieri Mitsubishi G3M dell'aviazione di marina nipponica, decollati dalla base di Roi-Namur nell'atollo di Kwajalein delle Marshall e divisi in tre formazioni di dodici aerei; i bombardieri si accanirono contro il campo d'aviazione, dove gli immobili Wildcat parcheggiati all'aperto erano bersagli facili, oltre che contro le strutture della Pan American su Peale, vanamente contrastati dal fuoco delle batterie antiaeree. Il raid finì verso le 12:10, e i bombardieri giapponesi rientrarono alla base con solo danni leggeri: su Wake sette degli otto caccia Wildcat erano stati distrutti (l'ottavo accusò solo danni minori), mentre il personale della VMF-211 riportò ventitré morti o deceduti per le ferite (tra cui tre piloti) e undici feriti più o meno gravi; la pista dell'aeroporto aveva subito danni, il centro radio era stato distrutto e un deposito di carburante colpito e incendiato. Su Peale l'albergo della Pan American era in fiamme e le strutture per il ricovero degli idrovolanti erano state colpite, con dieci dipendenti civili della compagnia uccisi durante il raid; il Philippine Clipper era sopravvissuto all'attacco con solo pochi danni leggeri e verso le 13:00 fu fatto decollare alla volta di Midway. La pattuglia aerea dei quattro Wildcat in volo si trovava a nord di Wake al momento dell'attacco e non riuscì a intercettare nessun velivolo giapponese: nel rientrare alla base uno dei caccia rimase danneggiato quando urtò una massa di detriti presente sulla pista, lasciando solo quattro aerei ancora efficienti in mano ai difensori.

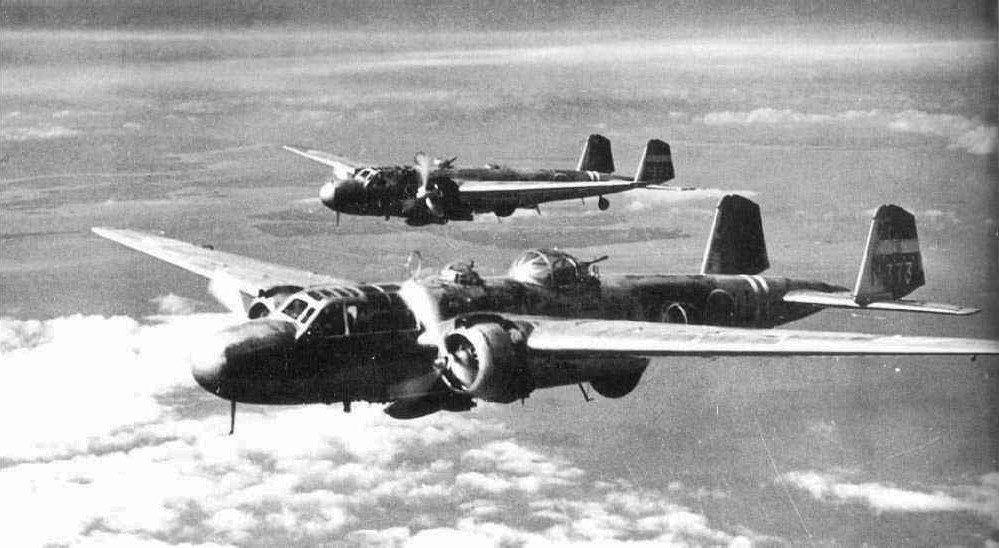
Una coppia di bombardieri giapponesi Mitsubishi G3M in volo

La guarnigione statunitense trascorse il resto della giornata a prepararsi per l'attesa successiva ondata di attacchi aerei. Alle 11:45 del 9 dicembre gli apparecchi giapponesi tornarono per una seconda incursione su Wake: approcciando l'atollo da sud-est, il gruppo nipponico finì sotto il fuoco dei cannoni da 76 mm della Batteria E a Peacock Point e della Batteria D a Toki Point; la Batteria D era l'unica dotata di un sistema di controllo del tiro, di cui comunicava i dati anche alla Batteria E tramite il sistema telefonico dell'isola. I Wildcat della pattuglia aerea questa volta si ritrovarono nella posizione giusta per intercettare la formazione nemica, e il tenente David D. Kliewer e il technical sergeant Hamilton riuscirono ad abbattere un bombardiere rimasto separato dalla formazione, mentre un secondo velivolo nipponico fu colpito e distrutto dal fuoco contraereo; altri quattro furono visti allontanarsi emettendo fumo. Questa volta i giapponesi avevano concentrato il loro attacco sulle postazioni dell'artiglieria a Peacock Point (dove un cannone da 76 mm della Batteria E fu danneggiato), sulle installazioni della base navale e sull'accampamento dei manovali civili, colpendo anche l'ospedale: quattro marine e cinquantacinque civili rimasero uccisi durante l'incursione.
Un terzo attacco di ventisei bombardieri si verificò alle 10:45 del 10 dicembre, con modalità analoghe ai precedenti: i Wildcat già in volo intercettarono la formazione e il capitano Elrod rivendicò l'abbattimento di due bombardieri. I giapponesi attaccarono le vecchie postazioni della Batteria E a Peacock Point (senza effetto perché evacuate già dal pomeriggio precedente) e quelle della Batteria D su Peale, ma senza provocare gravi danni; un'incursione sull'isola di Wilkes causò invece l'esplosione di un deposito di dinamite arrecando danni gravi seppur non paralizzanti alla Batteria F (cannoni antiaerei da 76 mm non operativi) e alla Batteria L (cannoni antinave da 127 mm), lasciando sul terreno un marine morto e altri quattro feriti.
Due sommergibili statunitensi, lo USS Triton e lo USS Tambor, si trovavano a incrociare nei pressi di Wake fin dallo scoppio delle ostilità, impegnati in pattugliamenti di routine: dopo i primi attacchi entrambi ricevettero ordine di portarsi più vicino all'isola per fornirle protezione, ma il Tambor dovette quasi subito rinunciare alla missione e rientrare a Pearl Harbor a causa di problemi ai motori. La notte del 10 dicembre il Triton avvistò alcune unità giapponesi al largo della costa meridionale di Wake: in emersione per ricaricare le batterie, il battello si immerse immediatamente e lanciò quattro siluri verso il nemico (il primo attacco di un sommergibile statunitense del conflitto) ma, benché l'equipaggio avesse udito due esplosioni, non colpì nessuna nave; il sommergibile fu poi richiamato alla base il 21 dicembre seguente.

### Il primo tentativo di sbarco

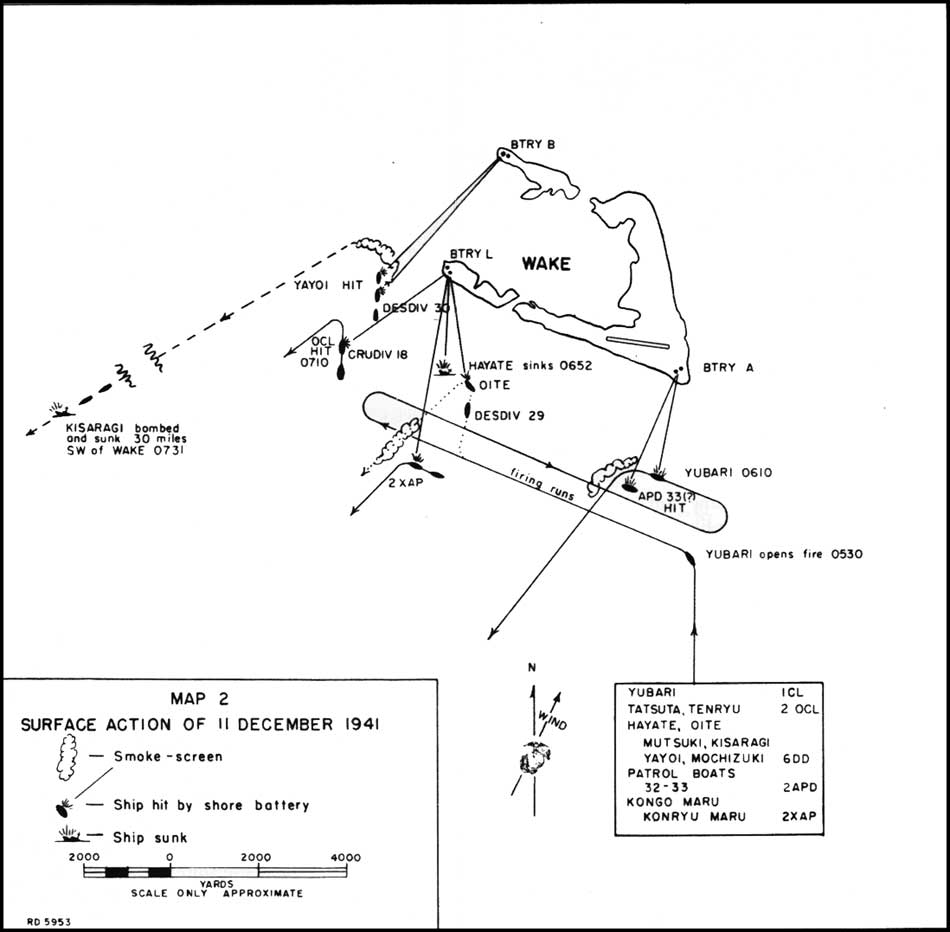
Carta dello scontro dell'11 dicembre

La forza d'invasione giapponese salpò da Roi-Namur il 9 dicembre: al comando del retroammiraglio Sadamichi Kajioka vi erano gli incrociatori leggeri Yubari (nave ammiraglia), Tenryu e Tatsuta, sei cacciatorpediniere (Yayoi, Mutsuki, Kisaragi, Hayate, Oite e Asanagi), due pattugliatori (vecchi cacciatorpediniere dell'obsoleta classe Momi, Aoi e Hagi) e due navi da trasporto (Kongo Maru e Kinryu Maru); a bordo dei due pattugliatori, da utilizzarsi come improvvisati mezzi da sbarco, vi erano 450 soldati della Kaigun Tokubetsu Rikusentai ("Forza navale speciale da sbarco", l'equivalente nipponico dei marine), mentre le due navi da trasporto portavano personale ausiliario e la futura guarnigione dell'isola. Il piano prevedeva di approcciare l'atollo dal lato sud, considerato migliore per uno sbarco, portando 150 rikusentai sull'isola di Wilkes e altri 300 sul lato meridionale di Wake, con l'aeroporto come obiettivo principale; nel caso in cui queste forze si fossero dimostrate insufficienti, ulteriori reparti da sbarco sarebbero stati formati con gli equipaggi dei cacciatorpediniere.
Preceduta da due sommergibili in funzione di ricognitori e muovendosi con circospezione nel timore della presenza di unità navali statunitensi, la forza giapponese giunse in vista di Wake alle 03:00 dell'11 dicembre 1941. Le sagome delle navi giapponesi erano state scorte dalle vedette statunitensi già dalle 01:50: Cunningham e Devereux ordinarono alla guarnigione di raggiungere i posti di combattimento e di preparare gli aerei al decollo, ma di non muoversi e non aprire il fuoco per nessuna ragione fino a che i giapponesi non si fossero avvicinati alla costa, per essere certi di avere a tiro le navi nemiche. Intorno alle 05:00, dopo il sorgere del sole, lo Yubari, che apriva la linea delle navi giapponesi, giunse a circa 7 300 metri a sud di Peacock Point, piegando poi verso ovest per procedere parallelo alla costa meridionale di Wake attraverso il mare molto agitato: pochi minuti dopo lo Yubari, il Tenryu e il Tatsuta aprirono il fuoco con i loro cannoni principali, battendo in particolare le vecchie postazioni statunitensi a Peacock Point e l'accampamento dei marine su Wake; le batterie costiere statunitensi ne seguirono i movimenti ma non aprirono il fuoco. Dopo aver percorso tutta la costa meridionale di Wake, lo Yubari e un cacciatorpediniere lasciarono il resto del convoglio al largo di Wilkes e invertirono la rotta per rifare il percorso in senso inverso, accorciando le distanze a circa 6 000 metri e continuando a sparare ma senza ancora ricevere reazioni da parte delle difese statunitensi.

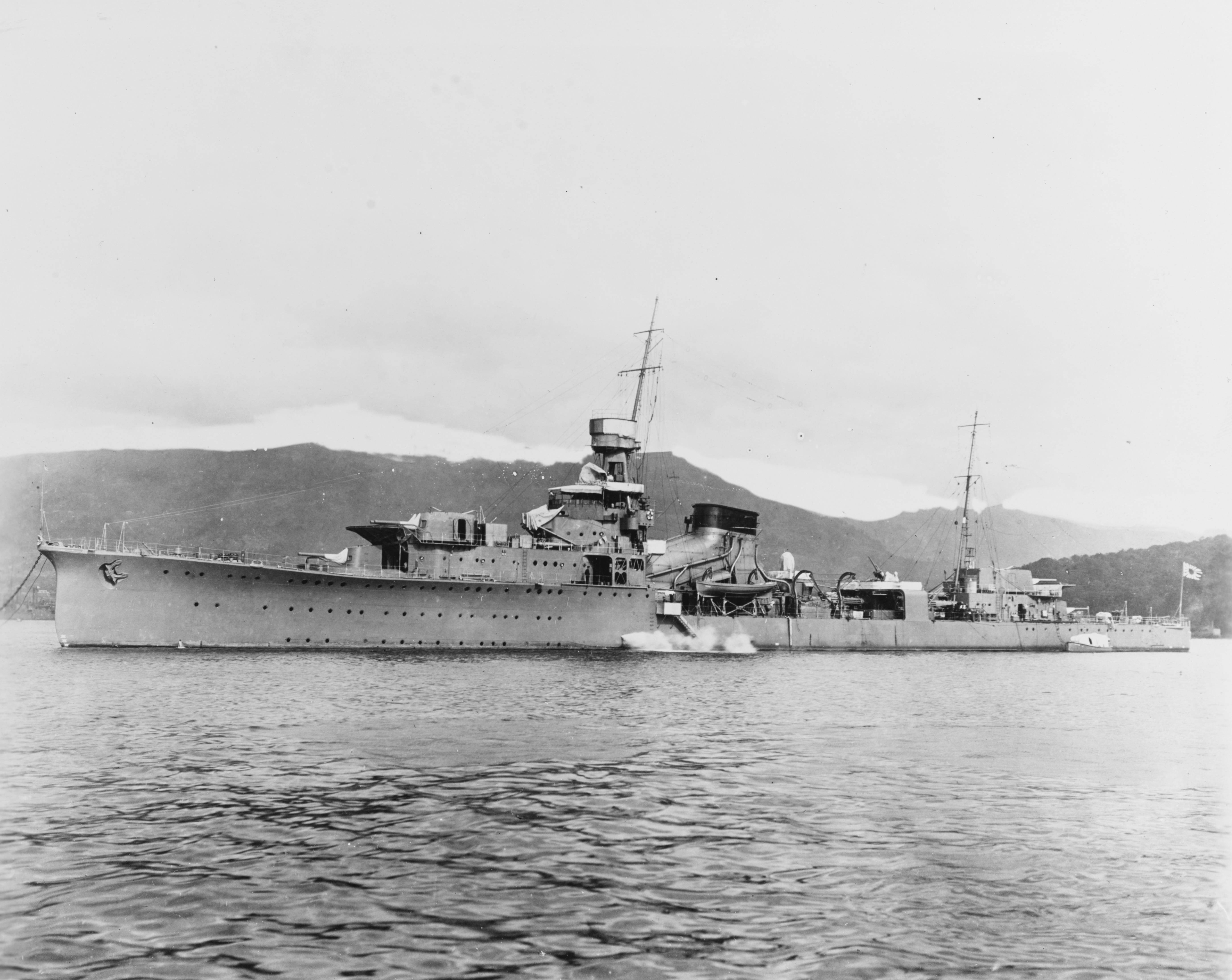
L'incrociatore Yubari, nave ammiraglia della formazione giapponese

Verso le 06:00 l'incrociatore giapponese si ritrovò una seconda volta di fronte a Peacock Point, e piegò ulteriormente a ovest per iniziare un terzo passaggio; con la distanza ridotta ormai a circa 4 500 metri, alle 06:15 Devereux ordinò alla Batteria A di Peacock Point di aprire il fuoco sulle unità giapponesi: benché gli organi di mira e di calcolo delle distanze fossero rimasti danneggiati durante i raid aerei, i due cannoni da 127 mm della batteria furono ben presto in grado di inquadrare il bersaglio, mentre lo Yubari cercava di procedere a zig-zag per evitare il fuoco nemico; dopo pochi minuti l'incrociatore fu colpito due volte a mezza nave sul lato di babordo poco sopra la linea di galleggiamento, e mentre cercava di allontanarsi protetto da una cortina fumogena fu colpito ancora da altri due proiettili più o meno nello stesso punto dei precedenti. Mentre si allontanava verso sud-ovest l'incrociatore ricevette probabilmente un quinto colpo sulla torre dell'artiglieria anteriore, prima di riuscire a scomparire oltre l'orizzonte.

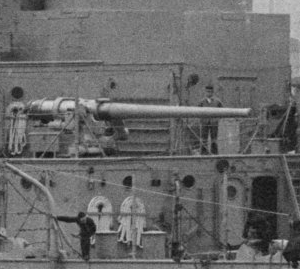
Un cannone statunitense da 127 mm, qui montato sulla corazzata ; sei di questi cannoni erano collocati sulle coste di Wake

Contemporaneamente, i due cannoni da 127 mm della Batteria L a Kuku Point aprirono il fuoco sulle navi giapponesi ancora al largo di Wilkes. A una distanza di 3 600 metri il cacciatorpediniere Hayate fu raggiunto intorno alle 06:52 dalla terza salva della batteria: probabilmente colpito nel suo deposito delle munizioni, il cacciatorpediniere esplose spezzandosi in due tronconi, affondando poi nel giro di due minuti senza lasciare superstiti; il cacciatorpediniere Hayate divenne la prima nave di superficie della marina giapponese ad essere affondata durante la guerra. La Batteria L concentrò quindi il tiro sull'unità che seguiva lo Hayate, il cacciatorpediniere Oite, colpendolo una volta prima che potesse ritirarsi protetto da una cortina fumogena, e benché gli artiglieri statunitensi ne rivendicassero l'affondamento la nave subì solo danni leggeri; la batteria allungò poi il tiro verso le navi da trasporto Kongo Maru e Kinryu Maru, obbligandole a ritirarsi, e verso un incrociatore giapponese (il Tenryu o il Tatsuta), mancandolo di poco.
Tre cacciatorpediniere giapponesi avevano oltrepassato Kuku Point piegando poi a nord-ovest, finendo nel raggio di tiro della Batteria B dell'isola di Peale: da una distanza di 9 000 metri gli statunitensi aprirono il fuoco alcuni minuti dopo le 06:00, subendo però il tiro di risposta dei giapponesi che mise fuori uso uno dei pezzi da 127 mm; continuando a sparare con il cannone rimasto, gli statunitensi riuscirono a piazzare un colpo sul cacciatorpediniere che guidava la formazione, lo Yayoi, obbligando le unità nipponiche a ritirarsi.
Le navi di Kajioka erano in piena ritirata quando, pochi minuti dopo le 07:00, finirono sotto attacco da parte dei caccia di Wake: decollati poco dopo l'inizio del combattimento per intercettare eventuali velivoli nemici in arrivo, i quattro Wildcat si avventarono sulle navi giapponesi sparando con le mitragliatrici e lanciando alcune piccole bombe fissate con congegni di fortuna alle ali; rientrando a Wake per fare rifornimento, gli aerei decollarono nuovamente a caccia delle navi giapponesi, sferrando un totale di dieci incursioni durante le quali furono lanciate venti bombe e sparati 20 000 colpi di mitragliatrice. Durante queste missioni l'incrociatore Tenryu ebbe un impianto lanciasiluri distrutto oltre a cinque feriti tra l'equipaggio, la stazione radio del Tatsuta fu messa fuori uso a colpi di mitragliatrice mentre il trasporto Kongo Maru fu colpito da una bomba che appiccò un incendio; intorno alle 07:31 il cacciatorpediniere Kisaragi, forse colpito poco prima dal Wildcat del capitano Elrod nel deposito delle bombe di profondità a poppa, esplose fragorosamente e affondò, ancora una volta senza lasciare superstiti. Questi attacchi ebbero però un costo anche per gli statunitensi: danneggiato dal fuoco antiaereo giapponese, il caccia del capitano Elrod fu costretto a un atterraggio di fortuna al momento del ritorno su Wake, mentre quello del capitano Freuler subì danni al motore che non poterono essere riparati.
Gli attacchi aerei statunitensi alle navi giapponesi si erano da poco conclusi quanto verso le 10:00 una trentina di bombardieri nipponici comparvero per una nuova incursione su Wake: gli unici due Wildcat operativi, pilotati dai tenenti Davidson e Kinney, rivendicarono l'abbattimento di due velivoli, mentre un terzo fu distrutto dal fuoco contraereo; i giapponesi lanciarono bombe nelle vicinanze della Batteria D, tanto che Devereux ordinò di spostarla in posizione più sicura, ma non causarono gravi danni. Con il rientro alla base dei bombardieri cessò il primo tentativo giapponese di catturare Wake.

### La fallita missione di soccorso

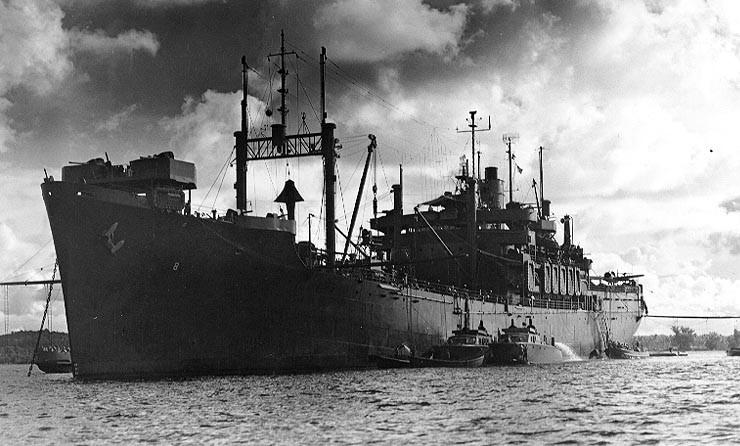
La nave appoggio idrovolanti

Al prezzo di soli cinque feriti tra i marine, la guarnigione statunitense aveva respinto il tentativo di sbarco giapponese infliggendo al nemico gravi perdite; né Cunningham né Devereux si facevano però molte illusioni sul fatto che questo potesse bastare a impedire un ritorno in forze del nemico, e richieste di rinforzi e rifornimenti furono subito inviate ai loro superiori nelle Hawaii. La stampa statunitense, alla ricerca di notizie positive dopo il disastro di Pearl Harbor, dedicò molta attenzione a questa prima vittoria riportata ai danni dei giapponesi: in particolare, fu dato molto risalto a un messaggio di Cunningham che, alla domanda di cosa avesse immediatamente bisogno, rispose "Mandateci altri giapponesi" (Send us more Japs). In realtà, il messaggio di Cunningham conteneva una dettagliata richiesta di rifornimenti da inviare urgentemente, tra cui munizioni per l'artiglieria e moderni apparati di controllo del tiro: le parole "send us" e "more Japs" furono probabilmente aggiunte in cima e in fondo al testo del vero messaggio onde renderne più complessa la decrittazione al nemico.
Una prima operazione di soccorso a Wake era stata presa in considerazione dall'ammiraglio Kimmel già all'indomani dell'attacco a Pearl Harbor: un gruppo navale sotto l'ammiraglio Frank Fletcher (Task Force 14), facente capo alla portaerei USS Saratoga (appena arrivata dagli Stati Uniti) e composto da tre incrociatori pesanti e nove cacciatorpediniere, avrebbe scortato a Wake la nave appoggio idrovolanti USS Tangier, carica di munizioni per i cannoni della guarnigione e di altri equipaggiamenti per rafforzare la difesa come filo spinato, mine antiuomo e una nuova apparecchiatura radar; sulla Tangier, incaricata anche di evacuare il personale civile da Wake, sarebbero inoltre stati imbarcati gli uomini del 4th Marine defense battalion, mentre la Saratoga avrebbe trasferito nell'aeroporto dell'isola i caccia Brewster F2A Buffalo dello squadrone VMF-221 dei marine. Contemporaneamente a questa operazione, un secondo gruppo navale capitanato dalla portaerei USS Lexington avrebbe condotto un'azione diversiva 800 miglia a sud di Wake, attaccando l'atollo di Jaluit nelle Marshall per attirare l'attenzione dei giapponesi; una terza Task Force con la portaerei Enterprise avrebbe fornito appoggio generale al resto dell'operazione. Il piano fu approvato da Kimmel il 9 dicembre, ma ritardi e ripensamenti fecero slittare l'avvio delle operazioni di carico della Tangier fino al 12 dicembre.
Il 15 dicembre le prime unità della Task Force 14 lasciarono Pearl Harbor alla volta di Wake, ma la loro avanzata si rivelò molto lenta: la vecchia petroliera di flotta Neches, che accompagnava le navi di Fletcher per garantire i rifornimenti di carburante, non era in grado di sviluppare una velocità superiore ai 12 nodi, mentre le manovre a zig-zag per evitare attacchi di sommergibili giapponesi non facevano altro che rallentare ulteriormente tutto il convoglio. Il 21 dicembre, con le navi di Fletcher a solo 627 miglia a est di Wake, la missione della Task Force 14 fu riconsiderata dall'alto comando statunitense: informazioni di intelligence giunte a Pearl Harbor indicavano la presenza di un massiccio concentramento di aerei giapponesi nelle Marshall e di navi da guerra a est di Wake, tutti grandi ostacoli per le unità statunitensi; i rapporti indicavano anche la presenza di più portaerei nipponiche in rotta per Wake. Nelle prime ore del 22 dicembre (del 23 dicembre per la Task Force), il vice ammiraglio William S. Pye, nuovo comandante della flotta del Pacifico statunitense dopo la rimozione di Kimmel, decise inizialmente di ordinare la ritirata al grosso della Task Force lasciando la sola Tangier a fare rotta per Wake, ma, davanti alle proteste di Fletcher circa il pericolo di perdere la nave con tutti i suoi rifornimenti, alle 08:11 annullò l'intera missione e richiamò alla base la Task Force 14, rassegnandosi alla perdita di Wake per non rischiare l'affondamento della Saratoga.

### Wake sotto assedio

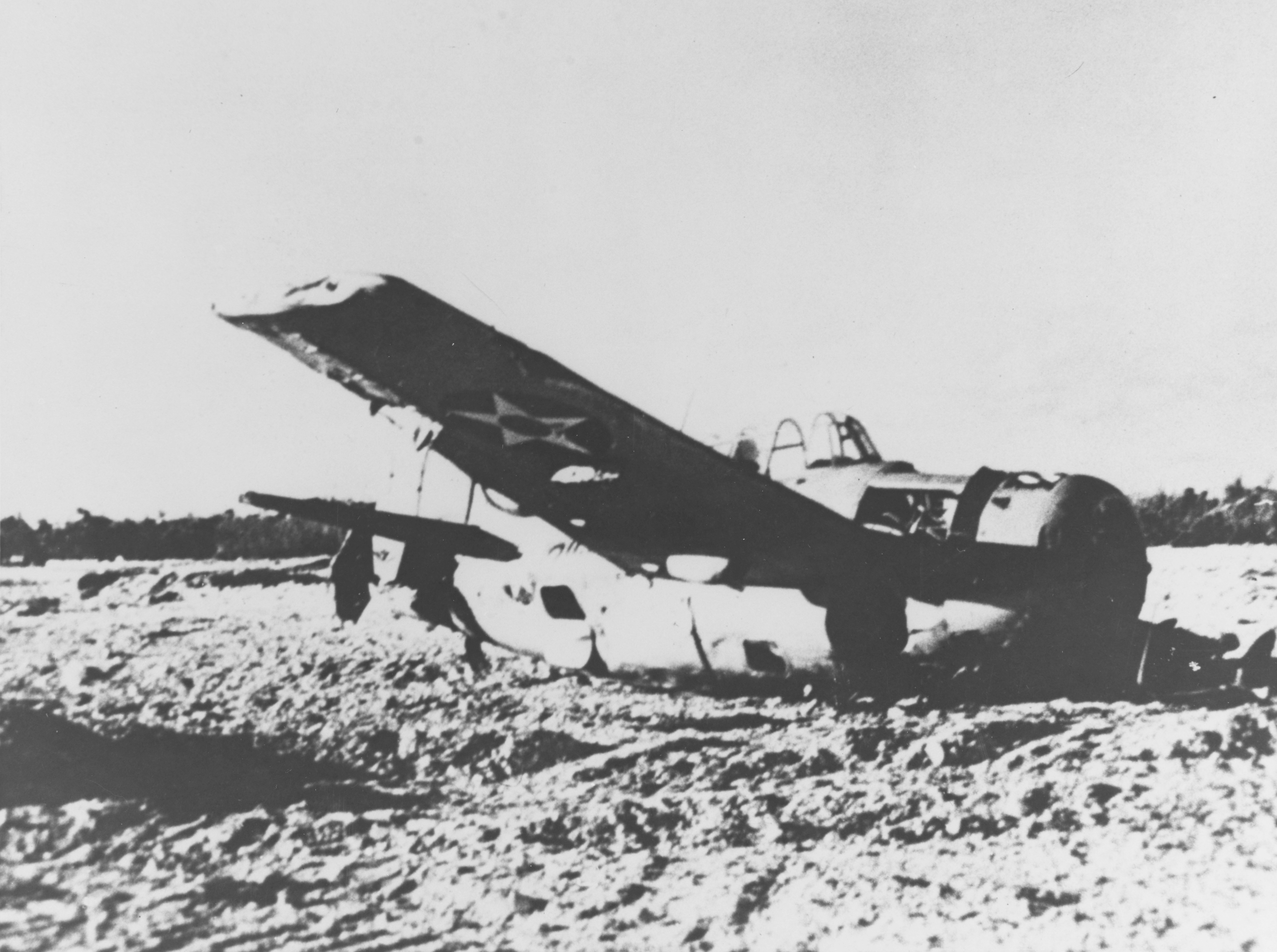
La carcassa di un Grumman F4F Wildcat statunitense a Wake

La sconfitta patita l'11 dicembre convinse l'ammiraglio Inoue a rafforzare il contingente destinato a occupare Wake: tre nuovi cacciatorpediniere (Asanagi, Yunagi e Oboro), unitamente alla nave appoggio idrovolanti Kiyokawa, furono aggregati alla squadra di Kajioka come rimpiazzi per le perdite patite nel primo tentativo di sbarco, mentre da Saipan il posamine Tsugaru portò 550 rikusentai come rinforzo per il contingente da sbarco. Ritenendo queste forze ancora insufficienti, il 15 dicembre Inoue richiese l'assistenza del grosso della flotta da battaglia giapponese, in quel momento sulla via del ritorno in Giappone dopo il vittorioso raid di Pearl Harbor: al comando del contrammiraglio Hiroaki Abe, ora destinato a guidare tutte le unità navali giapponesi impegnate nella missione (Kajioka fu relegato al comando della forza da sbarco), furono inviate a collaborare alla presa di Wake le portaerei Soryu e Hiryu, sei incrociatori pesanti (tra cui i nuovissimi Tone e Chikuma) e sei cacciatorpediniere.
Mentre la squadra navale giapponese si concentrava a Roi-Namur, nuovi raid aerei furono lanciati alla volta di Wake. Alle 05:00 del 12 dicembre, due grossi idrovolanti Kawanishi H6K bombardarono il campo d'aviazione e l'isola di Peale, ma uno di essi fu intercettato e abbattuto dal Wildcat del capitano Tharin; il resto della giornata trascorse senza altri attacchi e la guarnigione poté dedicarsi a rinforzare le difese, riuscendo anche a rimettere in condizione di volare uno dei Wildcat danneggiati: più avanti nel pomeriggio i Wildcat di pattuglia avvistarono un sommergibile giapponese in emersione al largo di Wake, che venne mitragliato e probabilmente danneggiato leggermente dal velivolo del tenente Kliewer. Alle 03:00 del 14 dicembre tre idrovolanti Kawanishi H6K attaccarono nuovamente l'aeroporto, seguiti alle 11:00 da una trentina di bombardieri Mitsubishi G3M: due marine furono uccisi e un terzo ferito ma, più grave ancora per la guarnigione, un Wildcat fu distrutto al suolo lasciando due soli caccia ancora operativi; un'altra incursione di idrovolanti Kawanishi alle 18:00 del 15 dicembre portò alla morte di un civile ma causò pochi danni alle difese dell'isola.

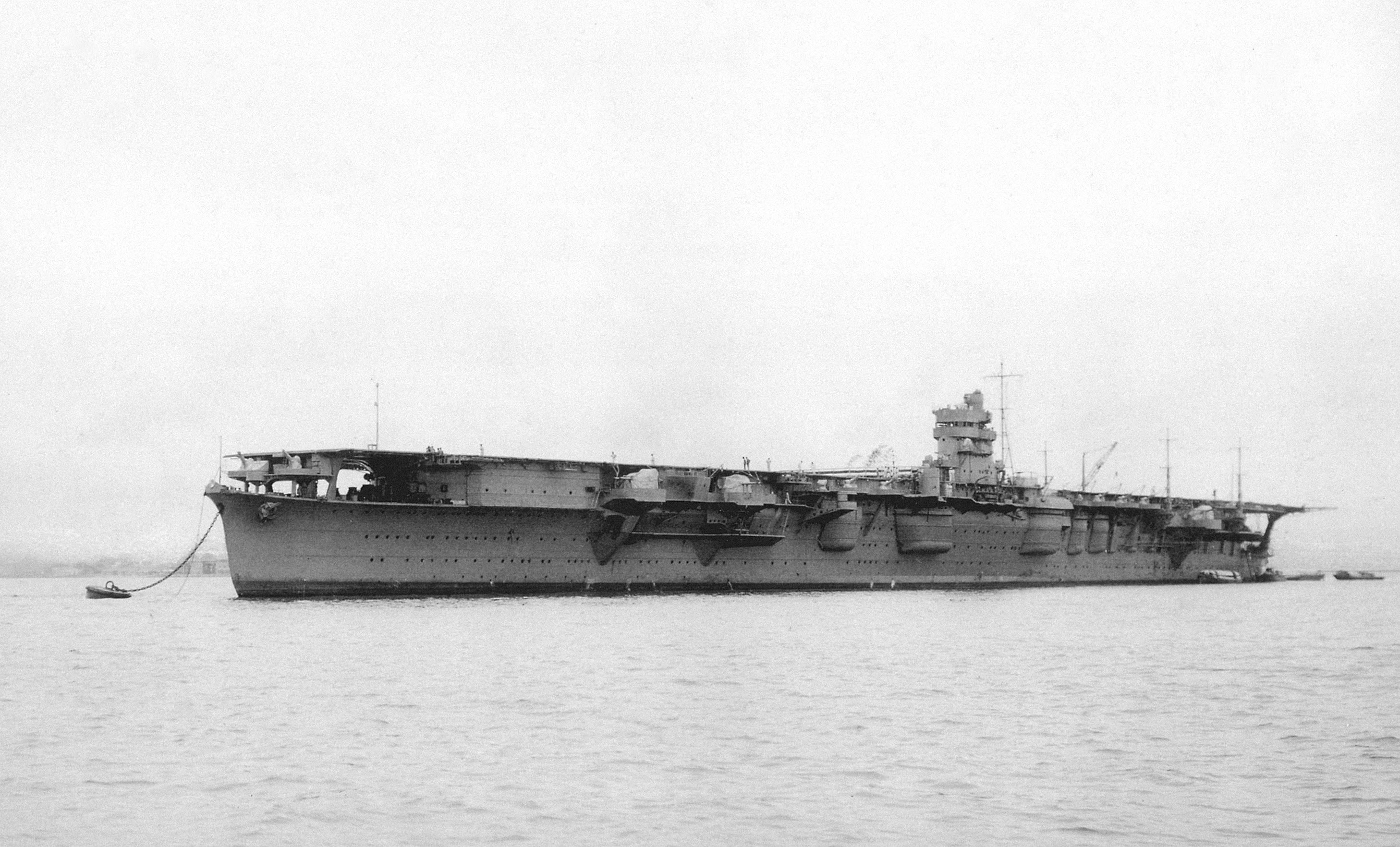
La portaerei giapponese Hiryu

Alle 13:15 del 16 dicembre un nuovo massiccio raid di ventitré bombardieri si abbatté su Peale, ma la violenta reazione delle batterie contraeree, preavvertite dell'arrivo del nemico dalla pattuglia dei due Wildcat in volo, fece sì che il grosso delle bombe lanciate finisse nella laguna senza arrecare danni, mentre un velivolo nipponico fu abbattuto; un solitario idrovolante colpì ancora Peale alle 17:45, senza troppi risultati. Con una procedura divenuta quasi di routine, i bombardieri giapponesi tornarono a colpire Wake la mattina del 17 dicembre seguiti nel tardo pomeriggio dagli idrovolanti, facendo danni alle installazioni su Wilkes ma perdendo un velivolo per il fuoco contraereo; dopo una giornata di riposo, la mattina del 19 dicembre ventisette bombardieri giapponesi attaccarono nuovamente Peale e l'accampamento dei marine a Wake, perdendo un velivolo per il fuoco da terra. Il 20 dicembre era una giornata piovosa e non si verificarono raid giapponesi, ma la pioggia non fermò un solitario idrovolante Consolidated PBY Catalina della marina statunitense che ammarò nella laguna di Wake alle 15:30: primo contatto fisico con il mondo esterno dall'inizio dell'assedio, l'equipaggio del PBY portò un messaggio per Cunningham circa l'arrivo della spedizione di soccorso e istruzioni per lo scarico degli equipaggiamenti stivati sulla Tangier. Il Catalina ripartì poi alle prime luci del giorno successivo dopo aver imbarcato i rapporti ufficiali del comandante e le lettere della guarnigione.
La mattina del 21 dicembre segnò anche l'inizio delle incursioni dei velivoli imbarcati sulle portaerei giapponesi, quando ventinove bombardieri in picchiata Aichi D3A scortati da diciotto caccia Mitsubishi A6M "Zero" attaccarono Wake alle 08:50, seguiti da una seconda incursione di trentatré bombardieri basati a terra alle 12:20: questo secondo attacco in particolare centrò e distrusse la direzione di tiro della Batteria D su Peale, compromettendo la precisione del fuoco contraereo dei difensori dell'atollo. La mattina del 22 dicembre una formazione di trentatré bombardieri imbarcati scortati da sei Zero in arrivo su Wake fu affrontata dai due superstiti Wildcat dei marine: il velivolo del capitano Freuler rivendicò l'abbattimento di uno Zero e il danneggiamento di un secondo, ma fu a sua volta gravemente danneggiato e si schiantò al suolo al momento del rientro sull'isola, mentre il caccia del tenente Davidson fu abbattuto con la perdita del pilota mentre cercava di attaccare i bombardieri; i velivoli giapponesi attaccarono poi tutte le postazioni dell'artiglieria statunitense, ma non causarono gravi danni. Senza più mezzi a disposizione, gli aviatori della VMF-211 furono trasformati in un'unità di fanteria, in previsione dello sbarco ormai ritenuto imminente.

### Il secondo attacco giapponese

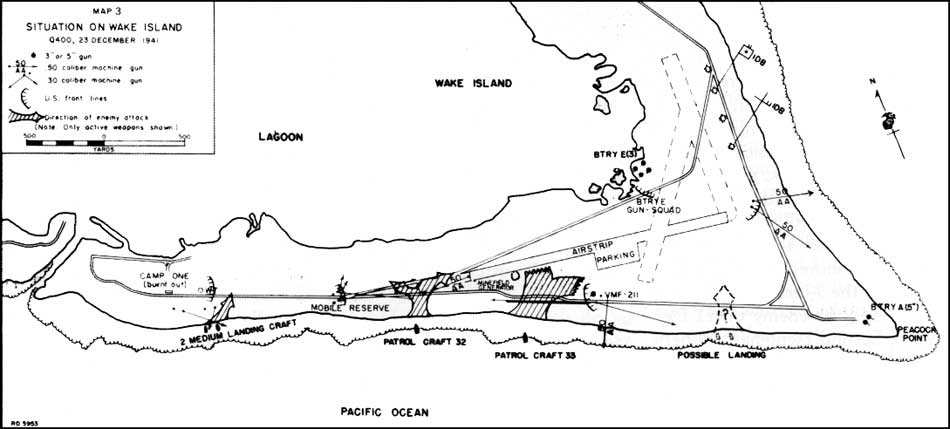
Le zone di sbarco giapponesi a Wake del 23 dicembre

La forza di invasione giapponese salpò da Roi-Namur alla volta di Wake la mattina del 21 dicembre, arrivando in vista dell'atollo nelle ore finali del giorno successivo, dopo un cauto avvicinamento sotto la protezione di una pioggia intermittente. Il piano ricalcava quello già predisposto per il primo tentativo di sbarco, con la differenza che questa volta si sarebbe svolto di notte e senza bombardamento preliminare: dei circa mille rikusentai disponibili, ottocento erano imbarcati sui due vecchi cacciatorpediniere destinati a spiaggiarsi sulle coste dell'atollo, mentre altri duecento avrebbero preso terra a bordo di chiatte e piccoli mezzi da sbarco; un'ulteriore riserva di cinquecento uomini presi dagli equipaggi delle navi era pronta a intervenire in caso di necessità. Disturbate dal mare agitato, le operazioni di carico degli uomini sui mezzi da sbarco si svolsero con lentezza, e solo alle 02:00 del 23 dicembre i primi battelli si diressero verso Wake.
La guarnigione statunitense era in allerta fin dalle 01:00, quando una serie di luci erano state avvistate all'orizzonte; alle 01:45 pervenne al posto di comando la notizia di uno sbarco nemico a Toki Point su Peale: Devereux chiese conferme al comandante della Batteria B, tenente Kessler, che tuttavia replicò che si trattava di un falso allarme. Alle 02:15 un nuovo rapporto indicò l'avvistamento di numerose luci al largo della costa meridionale di Wake e Wilkes; alle 02:30 i marine a Peacock Point individuarono i due cacciatorpediniere da trasporto giapponesi intenti nella loro corsa verso le spiagge di Wake, e cinque minuti più tardi i difensori di Wilkes avvistarono i reparti nemici intenti a sbarcare sulla costa dell'isola. Alle 02:45, mentre i combattimenti su Wilkes erano appena iniziati, i due cacciatorpediniere giapponesi si spiaggiarono a ovest di Peacock Point, venendo illuminati dai riflettori statunitensi. Le due unità erano troppo vicine perché i cannoni antinave da 127 mm potessero prenderle di mira e i difensori aprirono quindi il fuoco con le mitragliatrici e un pezzo antiaereo puntato ad altezza d'uomo: un primo colpo centrò la plancia di comando del cacciatorpediniere Hagi fermo sulla riva, uccidendo due marinai e ferendo altri sette uomini (tra cui il comandante), mentre i successivi appiccarono il fuoco all'unità che venne evacuata dall'equipaggio; lo Aoi, spiaggiato più a ovest, fu illuminato dalle fiamme del gemello e raggiunto da tre colpi di cannone, ma queste azioni non impedirono ai rikusentai di prendere terra, unitamente a un altro centinaio di membri degli equipaggi di entrambe le navi.

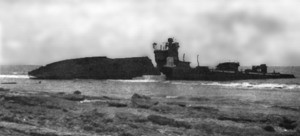
Uno dei cacciatorpediniere giapponesi spiaggiati sulle coste di Wake il 23 dicembre

Devereux cercò di inviare verso il punto di sbarco a Wake quanti più uomini possibile, ma i suoi tentativi di coordinare la battaglia furono ostacolati dal quasi immediato venir meno della rete telefonica che lo collegava alle postazioni sulla spiaggia; alternando tattiche di infiltrazione ad assalti frontali, i giapponesi furono ben presto in grado di aggirare le postazioni dei marine e di estendere la loro testa di ponte, mentre alle 03:30 gli incrociatori nipponici si unirono allo scontro aprendo il fuoco con i loro grossi calibri. Per le 04:30 i giapponesi avevano ormai infranto la linea difensiva dei marine sulla spiaggia e si erano avvicinati al bordo orientale della pista d'aviazione, dove la loro avanzata fu temporaneamente fermata da due postazioni di mitragliatrici statunitensi; verso le 05:00, mentre Devereux richiamava alcuni uomini da Peale e mobilitava il personale dei servizi per formare un'ultima linea di difesa attorno al suo posto di comando, Cunningham inviò a Pearl Harbor un breve messaggio radio per informare della situazione: «Il nemico è sbarcato, esito incerto». Per le 06:00, con il sole ormai spuntato, gli assalti giapponesi divennero più determinati e diverse postazioni dei marine furono costrette a ripiegare sull'ultima linea di difesa allestita da Devereux, abbandonando il campo d'aviazione.

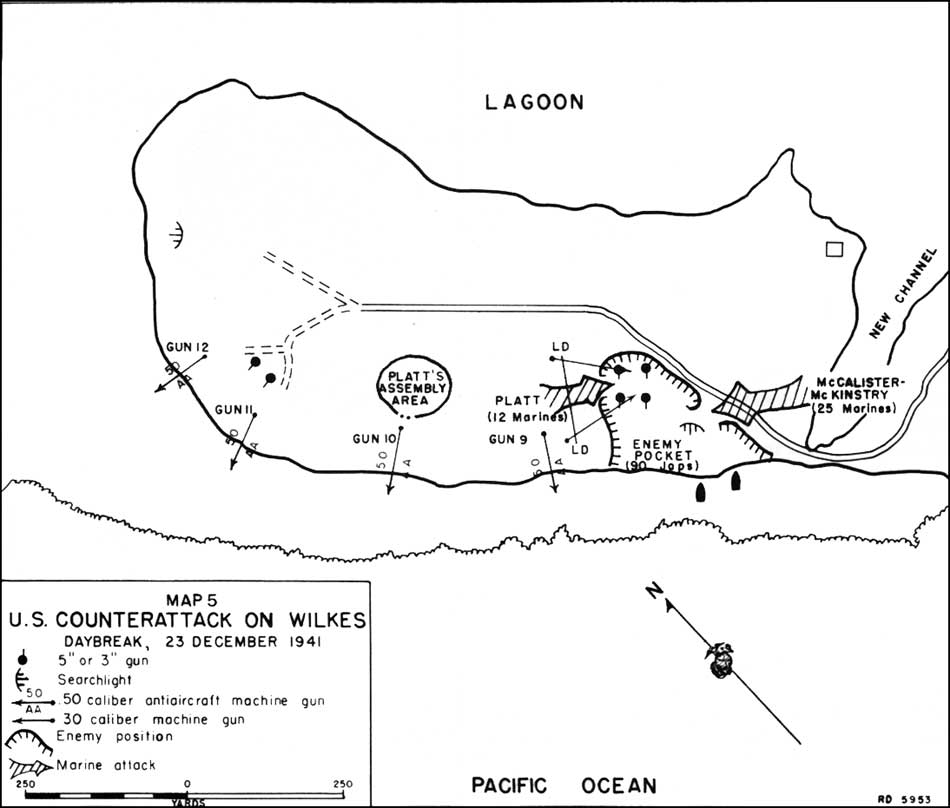
Carta dei combattimenti svoltisi su Wilkes

Su Wilkes i circa settanta marine del capitano Platt si trovavano già ai posti di combattimento dopo il falso allarme dello sbarco su Peale, e poterono così accogliere i circa cento rikusentai sbarcati da due chiatte lungo la costa sud-orientale dell'isola con un pesante fuoco di mitragliatrici: ciò nonostante, i giapponesi furono rapidi nel portarsi a ridosso delle postazioni della Batteria F, i cui serventi furono costretti a ripiegare dopo uno scontro corpo-a-corpo; anche in questo caso, i tentativi del capitano Platt di coordinare gli sforzi dei difensori furono ostacolati dal venir meno delle comunicazioni telefoniche con le postazioni sotto attacco. La situazione si stabilizzò verso le 04:00, con i giapponesi ammassati nei dintorni della Batteria F ma qui inchiodati dal fuoco delle mitragliatrici dei marine; verso le 05:00 Platt decise di raccogliere una piccola forza (una dozzina di uomini con due mitragliatrici) con cui tentare un contrattacco da ovest prima che la luce del sole potesse avvantaggiare i più numerosi avversari: strisciando fino a 50 metri dalle postazioni del nemico, gli uomini di Platt colsero di sorpresa i giapponesi, mentre un secondo gruppo di venticinque marine sotto il tenente McAlister lanciava un secondo attacco sul fianco orientale. Il contrattacco ebbe successo: la Batteria F fu riconquistata dai marine e il distaccamento nipponico praticamente spazzato via nel corso di un duro combattimento.
Su Peale la situazione rimaneva tranquilla, e allo spuntare del sole i pezzi della Batteria B poterono essere puntati sulla spiaggia di Wake dove erano sbarcati i giapponesi, incendiando con pochi colpi il cacciatorpediniere Aoi spiaggiato; il grosso delle navi giapponesi rimaneva al di là del raggio di tiro dei 127 mm statunitensi, ma alle 06:45 tre cacciatorpediniere doppiarono l'isola di Wilkes probabilmente intenti in una missione di bombardamento costiero, finendo entro il raggio dei cannoni della Batteria B: il cacciatorpediniere Mutsuki fu colpito e danneggiato, obbligando la formazione a ritirarsi. Verso le 07:00 gruppi di bombardieri giapponesi decollati dalle portaerei arrivarono su Wake iniziando una serie di precisi attacchi contro le superstiti postazioni dei marine; senza più notizie da Wilkes e con il loro stesso posto di comando sotto attacco, Devereux e Cunningham discussero dell'opportunità di continuare la lotta: stante anche l'impossibilità di ricevere rinforzi immediati, i due ufficiali optarono per la resa e alle 08:00 lo stesso Devereux si avvicinò alle postazioni giapponesi con una bandiera bianca.
Mentre Cunningham avviava le trattative con gli ufficiali nipponici, Devereux fu inviato a recapitare l'ordine di resa alle postazioni dei marine rimaste tagliate fuori; si verificarono ancora scaramucce tra i giapponesi e piccoli gruppi di marine rimasti isolati, prima che Devereux potesse riferire a tutti dell'avvenuto cessate il fuoco: con la resa degli ultimi difensori di Wilkes intorno alle 13:30, la battaglia ebbe termine.

## Conseguenze

### Perdite

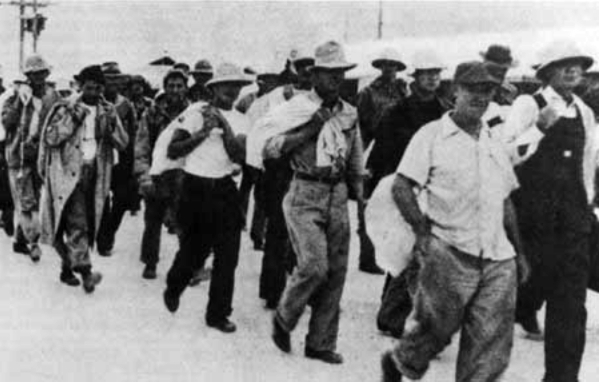
Lavoratori civili statunitensi catturati a Wake dai giapponesi

La guarnigione statunitense di Wake riportò un totale di 89 perdite durante la battaglia: 47 marine (di cui 5 ufficiali), unitamente a tre marinai, rimasero uccisi in combattimento durante gli scontri, con altri due marine dichiarati dispersi benché presumibilmente caduti in azione; altri 32 marine e 5 marinai rimasero feriti nel corso dei combattimenti. Le perdite tra i civili furono più gravi, con 70 morti e 12 feriti nel corso degli scontri; molti dei civili avevano prestato servizio nel corso della battaglia come personale ausiliario, e per evitare rappresaglie da parte dei giapponesi erano stati formalmente arruolati come genieri della marina. In totale, i giapponesi fecero prigionieri 368 marine, 60 membri della marina, 5 dell'esercito e 1 104 civili.
Per le sue azioni nel corso della battaglia, il capitano Henry T. Elrod della VMF-211, autore dell'affondamento del cacciatorpediniere Kisaragi (primo pilota statunitense ad affondare una nave da guerra in combattimento) e successivamente caduto nei combattimenti terrestri del 23 dicembre, fu insignito nel novembre del 1946 della Medal of Honor alla memoria, massima onorificenza degli Stati Uniti.
Non esistono dati ufficiali sulle perdite giapponesi, per le quali vi sono solo stime da parte statunitense: queste perdite vengono calcolate in 820 caduti e 333 feriti nel corso di tutta la battaglia, comprendendo i rikusentai rimasti uccisi negli scontri a terra, gli equipaggi delle navi affondate e degli aerei abbattuti. Gli statunitensi rivendicarono l'abbattimento di 21 aerei nemici oltre a 51 danneggiati più o meno gravemente, sebbene fonti giapponesi riducano tale numero a 8 aerei abbattuti e 20 danneggiati. La marina imperiale perse nello scontro quattro unità navali, i due cacciatorpediniere Kisaragi e Hayate affondati l'11 dicembre e i due vecchi cacciatorpediniere spiaggiati il 23 dicembre e ulteriormente danneggiati dal fuoco nemico; danni più o meno gravi furono riportati anche dagli incrociatori Yubari, Tenryu e Tatsuta nonché da tre cacciatorpediniere.

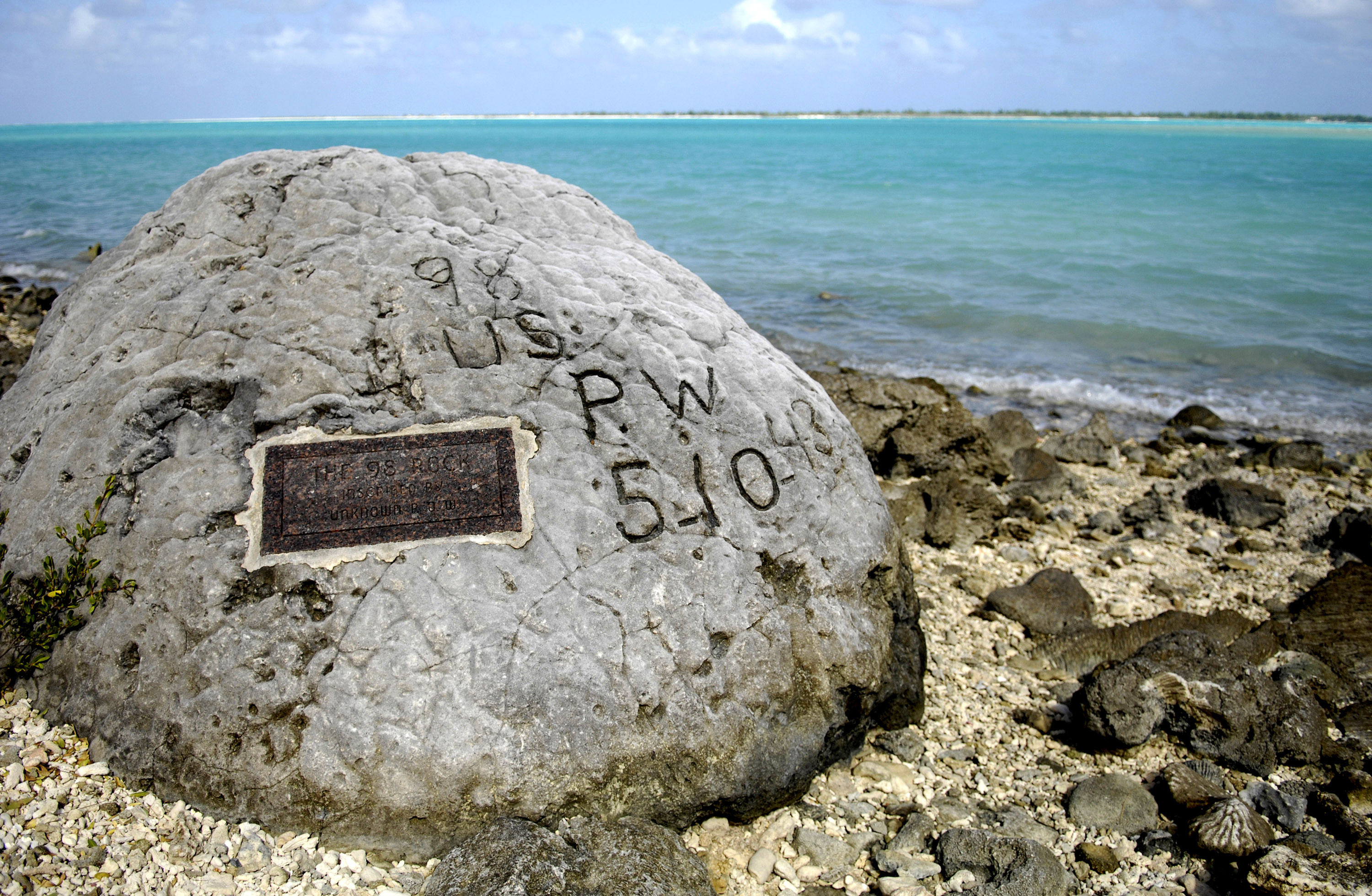
La "98 Rock" a Wake, luogo del massacro dei prigionieri statunitensi del 7 ottobre 1943

I prigionieri statunitensi, sia feriti che illesi, furono all'inizio ammassati nella zona di parcheggio degli aerei dell'aeroporto, praticamente senza nessun tipo di assistenza, senza cibo e acqua e senza ripari dal sole; solo il 25 dicembre la massa dei prigionieri fu trasferita nei vecchi alloggi dei lavoratori civili, mentre i feriti furono ricoverati in un ospedale improvvisato. Il 12 gennaio 1942 tutti i prigionieri statunitensi furono imbarcati sulla nave passeggeri Nitta Maru in previsione del loro trasferimento in Giappone, all'infuori di trecento lavoratori civili trattenuti sull'isola per ricostruirne le fortificazioni e di un centinaio di altri uomini rimasti in ospedale perché troppo feriti o malati per poter essere mossi; la maggior parte degli statunitensi rimasti su Wake fu poi evacuata successivamente. La Nitta Maru impiegò dodici giorni per approdare a Yokohama: i prigionieri ricevettero un trattamento durissimo, concentrati in spazi ristretti, privati dei loro averi e nutriti solo sporadicamente; cinque militari (due marine e tre marinai) furono giustiziati tramite decapitazione dai giapponesi durante il viaggio.
Dopo una sosta a Yokohama, il 24 gennaio 1942 i prigionieri furono trasferiti a Shanghai, nella Cina occupata dai giapponesi, e da qui fatti marciare (ancora vestiti con le loro uniformi tropicali in pieno clima invernale) fino al campo per prigionieri di guerra di Wusong (吳淞), nelle vicinanze della città; come per gli altri prigionieri di guerra dei giapponesi, i reclusi ricevettero un trattamento molto duro, con vitto insufficiente, lavori forzati e continue vessazioni e severe punizioni da parte delle guardie: 12 militari e 82 civili morirono nel corso della prigionia. Importante per la sopravvivenza dei superstiti si dimostrò il contributo di Edouard Egle, un rappresentante svizzero della Croce Rossa Internazionale a Shanghai: dopo essersi ingraziato le autorità giapponesi locali, Egle si adoperò ripetutamente per fornire ai prigionieri cibo, vestiti e assistenza medica.
Cunningham e Devereux seguirono il destino dei loro uomini, e dopo una breve sosta a Yokohama furono destinati anch'essi al campo di Wusong. L'11 marzo 1942 Cunningham e altri tre ufficiali statunitensi detenuti nel campo tentarono la fuga, ma furono ricatturati due giorni dopo: processati come disertori, furono condannati a dieci anni di carcere e trasferiti nella prigione municipale di Shanghai; Cunningham tentò ancora di scappare il 6 ottobre 1944 ma fu ricatturato dopo poco e condannato all'ergastolo presso la prigione militare di Nanchino, dove infine fu liberato al termine della guerra.
Dopo essere stato spostato nel dicembre del 1942 nella prigione di Jiangwan (江湾), vicino Shangahai, nel maggio del 1945 Devereux e un gruppo di prigionieri statunitensi presi a Wake furono inviati nella prigione di Fengtai (丰台), presso Pechino, in vista di un loro trasferimento in Giappone; durante il viaggio in treno un piccolo gruppo cercò di darsi alla fuga: insieme ad altri tre militari (due marine catturati a Tianjin e un aviatore), i marine Jack Hernandez e William L. Taylor saltarono dal treno in corsa ma, mentre il primo si ruppe una gamba e fu ricatturato, il secondo riuscì a far perdere le sue tracce e a entrare in contatto con i guerriglieri comunisti cinesi, riuscendo dopo 42 giorni di fuga a raggiungere un territorio amico. Gli altri prigionieri, insieme allo stesso Devereux, furono trasferiti nel giugno seguente a Pusan, in Corea, e da qui portati in Giappone, dove rimasero detenuti in un campo per prigionieri di guerra vicino a Osaka fino al termine della guerra nell'agosto del 1945.

### Wake sotto l'occupazione giapponese

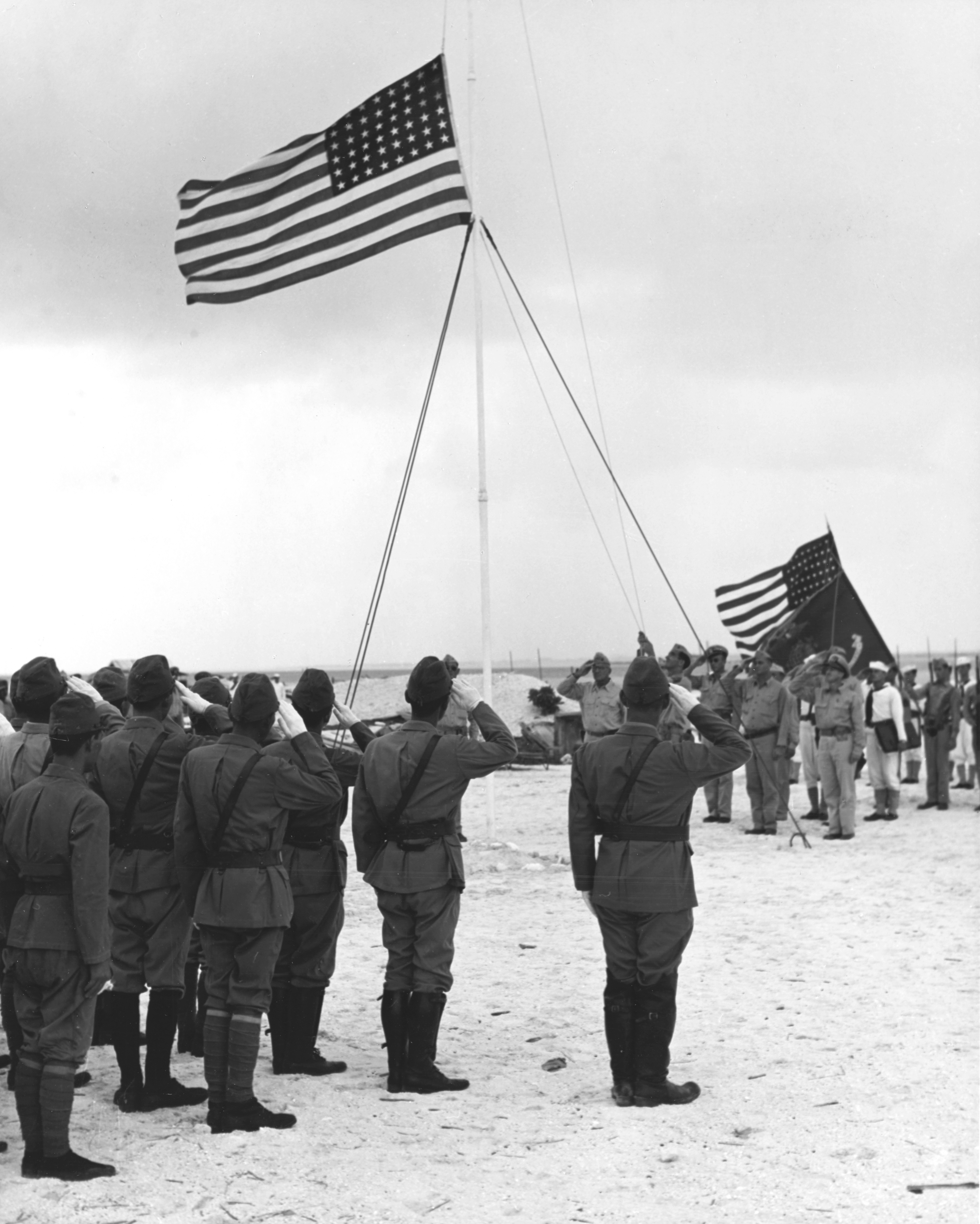
4 settembre 1945: la guarnigione giapponese di Wake si arrende agli statunitensi

Sotto l'occupazione giapponese l'isola di Wake fu rinominata "Otori-Shima" ("Isola degli uccelli", per via della sua numerosa fauna di volatili): l'atollo fu trasformato in un'isola-fortezza, presidiato da circa 4 000 uomini sotto il comando del retroammiraglio Shigematsu Sakaibara. In ogni caso gli statunitensi non tentarono mai di assalire l'isola, limitandosi a condurre solo periodiche incursioni aeree: già il 24 febbraio 1942 una squadra navale comprendente la portaerei Enterprise, due incrociatori e sette cacciatorpediniere lanciò un primo attacco aereo contro le postazioni giapponesi sull'isola, ancora allo stato embrionale, infliggendo diversi danni. L'isola fu poi saltuariamente attaccata sia da velivoli imbarcati sulle portaerei che da bombardieri strategici fino al termine delle ostilità, anche se non fu mai assalita in forze; al contempo, i sommergibili statunitensi imposero il blocco all'atollo attaccando le navi da trasporto che tentavano di rifornirne la guarnigione: questa campagna subacquea si rivelò così efficace da provocare una drammatica carenza di rifornimenti alimentari nell'isola, con circa 1 300 soldati giapponesi deceduti per inedia oltre ad altri 600 morti per malattie o nelle incursioni aeree.
Il 5 ottobre 1943 una massiccia incursione portata dai velivoli della portaerei USS Yorktown si abbatté su Wake; temendo che questo fosse il preludio a un tentativo di invasione statunitense, il 7 ottobre seguente l'ammiraglio Sakaibara ordinò di giustiziare gli ultimi 98 civili ancora detenuti sull'isola: con le mani legate i prigionieri furono portati sulla costa nord dell'isola e qui uccisi a colpi di mitragliatrice. Uno dei prigionieri, rimasto senza nome, sfuggì al massacro e incise su un masso corallino vicino al luogo dell'esecuzione la scritta 98 US PW 5-10-43; ricatturato dai giapponesi, fu decapitato personalmente dall'ammiraglio Sakaibara. Nel dopoguerra Sakaibara e il suo vice, tenente di vascello Tachibana, furono processati dagli statunitensi per crimini di guerra in relazione a questo massacro, e condannati a morte: Sakaibara fu giustiziato il 18 giugno 1947 mediante impiccagione, mentre la condanna di Tachibana fu commutata in ergastolo; i corpi degli uccisi furono riesumati e traslati nel National Memorial Cemetery of the Pacific di Honolulu, mentre la roccia con la scritta ("98 Rock") fu trasformata in un memoriale.
L'occupazione di Wake cessò solo a guerra finita: il 4 settembre 1945 un distaccamento di marine giunse sull'isola per accettare la resa della guarnigione giapponese e riprendere possesso dell'atollo. Nel dopoguerra l'isola continuò a esercitare il suo ruolo di base militare statunitense anche durante la guerra di Corea e del Vietnam, oltre che come centro di sperimentazione per il programma missilistico degli Stati Uniti; proclamata National Historic Landmark (sito di interesse storico nazionale) il 16 settembre 1985, l'isola venne poi trasformata in un'area naturalistica protetta.

## Nella cultura di massa
- Il film L'isola della gloria (Wake Island) del regista John Farrow fu girato nel 1942 pochi mesi dopo la fine della battaglia: realizzato principalmente con intenti propagandistici, l'opera presenta un resoconto romanzato e con diverse inesattezze dei fatti; il film ottenne quattro candidature ai premi Oscar.
- La battaglia di Wake compare in diversi scenari degli episodi della serie di videogiochi Battlefield ambientati durante la seconda guerra mondiale[74].
- Un documentario di History Channel del 2003, intitolato Wake Island: Alamo of the Pacific, è dedicato specificamente alla battaglia; l'opera ottenne nel 2004 una candidatura al premio Emmy per il miglior sonoro.

### Annotazioni
1. ↑  Molti di loro combatterono come volontari.
2. ↑  Proprio la partecipazione della Enterprise a questa missione impedì alla nave di essere presente a Pearl Harbor al momento dell'attacco giapponese del 7 dicembre 1941.
3. ↑  Non vi è concordanza su quanti colpi lo Yubari abbia incassato: secondo Sgarlato 2010, p. 32 l'incrociatore fu colpito undici volte, mentre secondo  Yubari Tabular Record of Movement, su combinedfleet.com. URL consultato il 7 febbraio 2013 (archiviato il 4 maggio 2009). fu raggiunto da quattro colpi ravvicinati ma senza essere centrato.
4. ↑  L'ammiraglio Kimmel fu incolpato del disastro di Pearl Harbor e rimosso dal comando il 17 dicembre 1941, venendo rimpiazzato da Pye; lo stesso Pye ricoprì il ruolo di comandante della flotta del Pacifico statunitense solo in via temporanea, cedendo il comando il 31 dicembre seguente all'ammiraglio Chester Nimitz.
5. ↑  In contrasto con le convenzioni di Ginevra, di cui il Giappone non era firmatario, i prigionieri dell'esercito nipponico erano considerati come parte dell'esercito stesso e trattati di conseguenza.

### Fonti
1. 1 2 3 4 5 6 7 8 9 10   United States and Japanese Casualties, su ibiblio.org. URL consultato il 2 febbraio 2013 (archiviato il 27 dicembre 2010).
2. 1 2 3  Heinl 1947, p. 66.
3. ↑   Wake Island, su janeresture.com. URL consultato il 30 gennaio 2013 (archiviato il 7 gennaio 2019).
4. ↑  Hough et al, p. 95.
5. ↑  Heinl 1947, pp. 2-3.
6. 1 2  Hough et al, p. 99.
7. 1 2 3  Sgarlato 2010, p. 31.
8. ↑  Heinl 1947, p. 10.
9. ↑  Hough et al, p. 103.
10. ↑   Map 1 - Defense Installations on Wake (GIF), su ibiblio.org. URL consultato il 31 gennaio 2013 (archiviato il 2 gennaio 2021).
11. ↑  Heinl 1947, p. 8.
12. ↑  Hough et al, pp. 101-102.
13. ↑  Gilbert 1989, p. 320.
14. 1 2  Hough et al, p. 104.
15. ↑  Heinl 1947, p. 11.
16. ↑  Hough et al, p. 96.
17. ↑  Hough et al, p. 106.
18. 1 2  Heinl 1947, p. 13.
19. ↑  Heinl 1947, p. 14.
20. 1 2 3  Millot 2006, p. 68.
21. ↑  Hough et al, p. 108.
22. 1 2 3  Heinl 1947, p. 15.
23. ↑  Hough et al, p. 111.
24. ↑  Heinl 1947, p. 18.
25. ↑  Heinl 1947, p. 19.
26. ↑  Hough et al, p. 113.
27. ↑   Tambor, su Dictionray of American Naval Fighting Ships. URL consultato il 21 febbraio 2013.
28. ↑   Triton III, su Dictionray of American Naval Fighting Ships. URL consultato il 21 febbraio 2013 (archiviato il 5 agosto 2008).
29. 1 2  Sgarlato 2010, p. 32.
30. 1 2  Hough et al, p. 116.
31. ↑  Heinl 1947, p. 22.
32. ↑  Millot 2006, p. 69.
33. ↑  Heinl 1947, p. 24.
34. 1 2  Hough et al, p. 118.
35. 1 2  Heinl 1947, p. 25.
36. 1 2 3  Heinl 1947, p. 26.
37. 1 2  Heinl 1947, p. 27.
38. ↑  Hough et al, p. 120.
39. 1 2  Hough et al, p. 121.
40. 1 2 3  Sgarlato 2010, p. 33.
41. ↑   Robert J. Cressman, A Magnificent Fight: Marines in the Battle for Wake Island, su ibiblio.org. URL consultato il 21 febbraio 2013 (archiviato il 15 settembre 2009).
42. 1 2  Hough et al, p. 114.
43. ↑  Hough et al, p. 131.
44. 1 2  Heinl 1947, p. 38.
45. 1 2 3 4  Millot 2006, p. 71.
46. 1 2  Hough et al, p. 129.
47. ↑  Heinl 1947, p. 30.
48. ↑  Heinl 1947, p. 31.
49. ↑  Heinl 1947, p. 32.
50. ↑  Hough et al, p. 125.
51. 1 2  Heinl 1947, p. 34.
52. ↑  Heinl 1947, p. 35.
53. ↑  Hough et al, p. 133.
54. ↑  Hough et al, p. 132.
55. 1 2  Heinl 1947, p. 43.
56. ↑  Hough et al, p. 136.
57. ↑  Hough et al, p. 139.
58. ↑  Heinl 1947, p. 50.
59. 1 2  Heinl 1947, pp. 53-54.
60. ↑  Heinl 1947, p. 56.
61. ↑  Hough et al, p. 146.
62. ↑  Hough et al, p. 143.
63. ↑  Heinl 1947, p. 52.
64. ↑  Hough et al, pp. 148-149.
65. ↑  Millot 2006, p. 70.
66. 1 2 3  Sgarlato 2010, p. 34.
67. ↑  Hough et al, p. 737.
68. 1 2 3  Hough et al, p. 738.
69. 1 2 3   Wake Island Prisoners of World War II, su historynet.com. URL consultato il 7 febbraio 2013 (archiviato il 2 gennaio 2021).
70. ↑   Winfield Scott Cunningham, su historycentral.com. URL consultato il 20 febbraio 2013 (archiviato il 2 gennaio 2021).
71. ↑  Millot 2006, pp. 153-154.
72. ↑  Gilbert 1989, p. 827.
73. ↑  Gilbert 1989, p. 540.
74. ↑  (EN) Ben Kuchera, From execution site to gaming icon: the story of Wake Island, su arstechnica.com, 31 maggio 2011. URL consultato il 19 febbraio 2013 (archiviato il 2 gennaio 2021).